# Ковыршин, Николай Павлович
Николай Павлович Ковыршин (20 июля 1912, станица Фастовецкая, Кубанская область — 24 июня 1975, Ростов-на-Дону) — советский педагог высшей школы, создатель и первый ректор Таганрогского государственного пединститута (1955—1959), объединившего Таганрогский учительский институт и Новочеркасский педагогический институт.
В 1939 году окончил историческое отделение Ростовского-на-Дону пединститута.
С 1938 по 1941 год преподавал историю в сельскохозяйственном техникуме города Нальчика.
В 1941—1942 годах заведовал отделом газеты «Кабардинская правда».
В 1943—1944 годах — заведующий отделом пропаганды и агитации Нальчикского горкома ВКП(б).
В 1944—1948 годах — заместитель ответственного редактора газеты «Кабардинская правда».
В 1948—1952 годах работал в Новочеркасском инженерно-мелиоративном институте старшим преподавателем, доцентом, заведующим кафедрой. Защитил кандидатскую диссертацию и был утвержден в звании доцента.
В 1954 году был назначен директором Новочеркасского педагогического института.
В связи с переводом Новочеркасского педагогического института в Таганрог и преобразованием его в Таганрогский пединститут, в 1955 стал ректором Таганрогского пединститута. Под руководством Ковыршина в 1955—1959 гг. произошло укрепление материальной базы ТГПИ и сформировался первоначальный состав педагогического коллектива института. В августе 1959 года Николай Павлович перевёлся на работу в Ростовский пединститут и работал там доцентом кафедры истории до 1975 г. Имел правительственные награды: медали «За оборону Кавказа», «За доблестный труд в Великой Отечественной войне».